# Blatchleya gracilis
Blatchleya gracilis is een keversoort uit de familie Omethidae. De wetenschappelijke naam van de soort is voor het eerst geldig gepubliceerd in 1910 door Blatchley.